# Víctor Guillermo Ramos Rangel
Víctor Guillermo Ramos Rangel (Cúa, estado Miranda, 10 de febrero de 1911 - Caracas, 10 de diciembre de 1986) fue un músico y compositor venezolano.  
Hijo de Luis Ramos y Herminia Rangel y hermano de los músicos Luis Ricardo y Pedro Antonio Ramos, hizo primaria y secundaria en el Colegio Estadal de Cúa. Sus primeros estudios musicales los realizó en la Escuela de Música y Declamación de Santa Capilla (renombrada José Ángel Lamas), donde obtuvo el título de compositor. Fue uno de los primeros alumnos de Vicente Emilio Sojo y uno de sus colaboradores en la recopilación de canciones del folklore venezolano. En 1930 ayudó en la fundación de la Orquesta Sinfónica Venezuela y el Orfeón Lamas. En la orquesta se desempeñó como fagotista. 

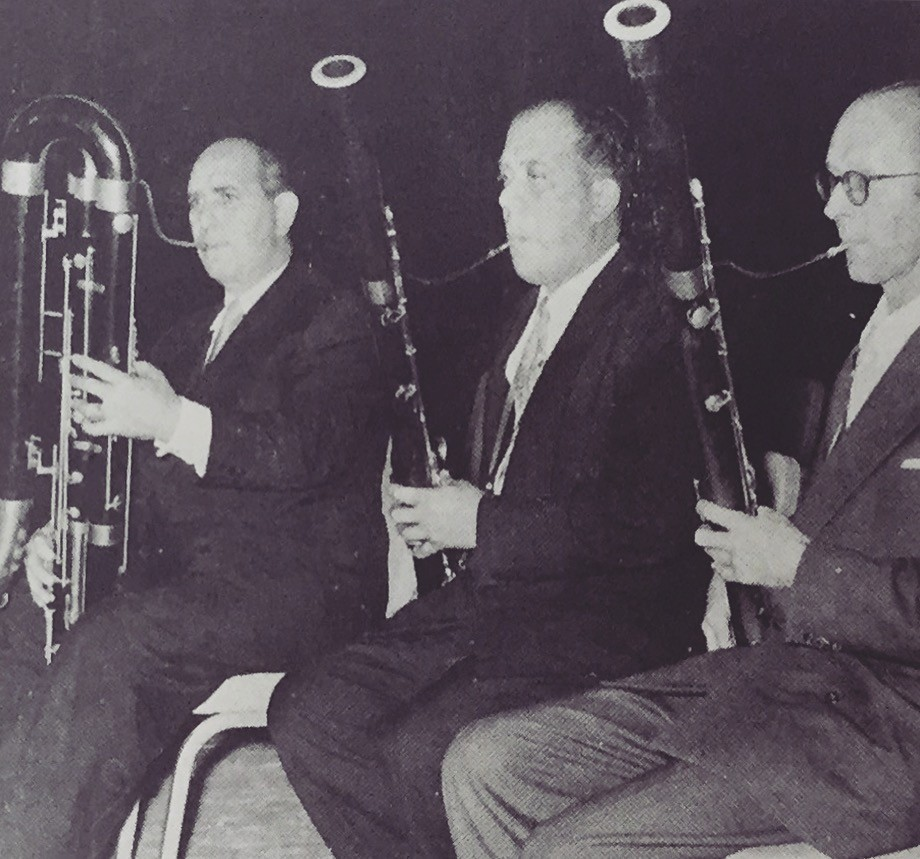
Víctor Guillermo Ramos (centro) rodeado por dos de sus compañeros de la Orquesta Sinfónica Venezuela.

A partir de 1941 hasta 1950 fue profesor de diferentes escuelas del Distrito Federal: 19 de abril, Rubén González, Ricardo Zuloaga y Gabriela Mistral. En 1945 trabajó en el Ministerio de Educación en diversos cargos. Ese mismo año ejerció como profesor de música y canto en la Dirección de Cultura de Caracas. De 1944 a 1978 fue profesor de teoría, solfeo e historia de la música en la Escuela Superior José Ángel Lamas.
Con la Orquesta Sinfónica Venezuela viajó a Europa y parte de América. Fue miembro del club de lectura de la National Geographic Society y recorrió diversas regiones del mundo para el aprendizaje cultural. En 1978 participó en el documental dedicado a su Cúa natal, para la serie Pueblos de Venezuela, del cineasta Carlos Oteyza.
Entre sus composiciones destacan la sinfonía: Lo Eterno (con poema de Fernando Paz Castillo); los coro a capela: La maravilla (Aprended flores de mi), A José María España, Bambú de caña batiente; las canciones infantiles: Gota de agua, Amanecer; así como diversos himnos escolares y piezas de corte tradicional.